# David Hess (Dichter)

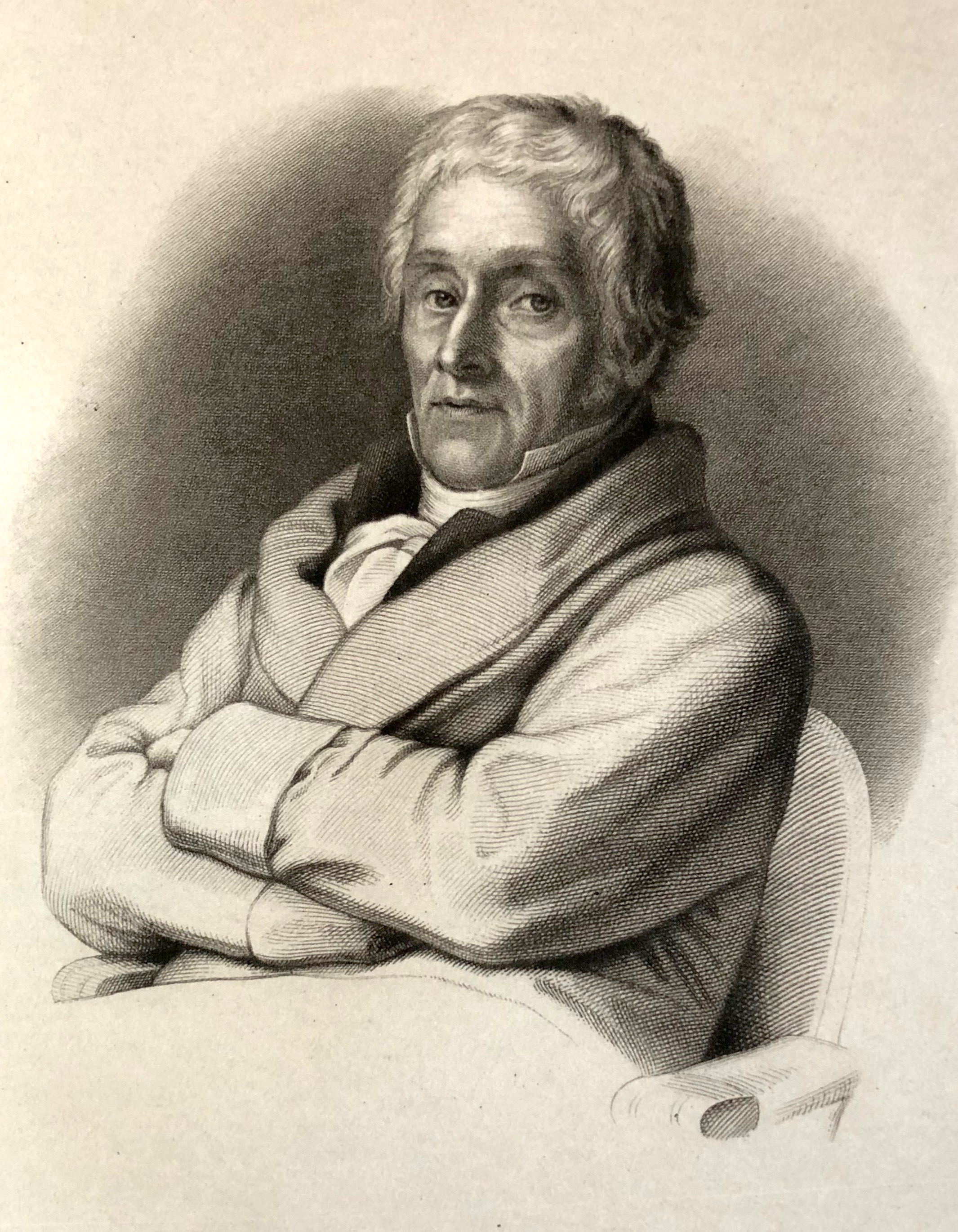
Porträt von David Hess

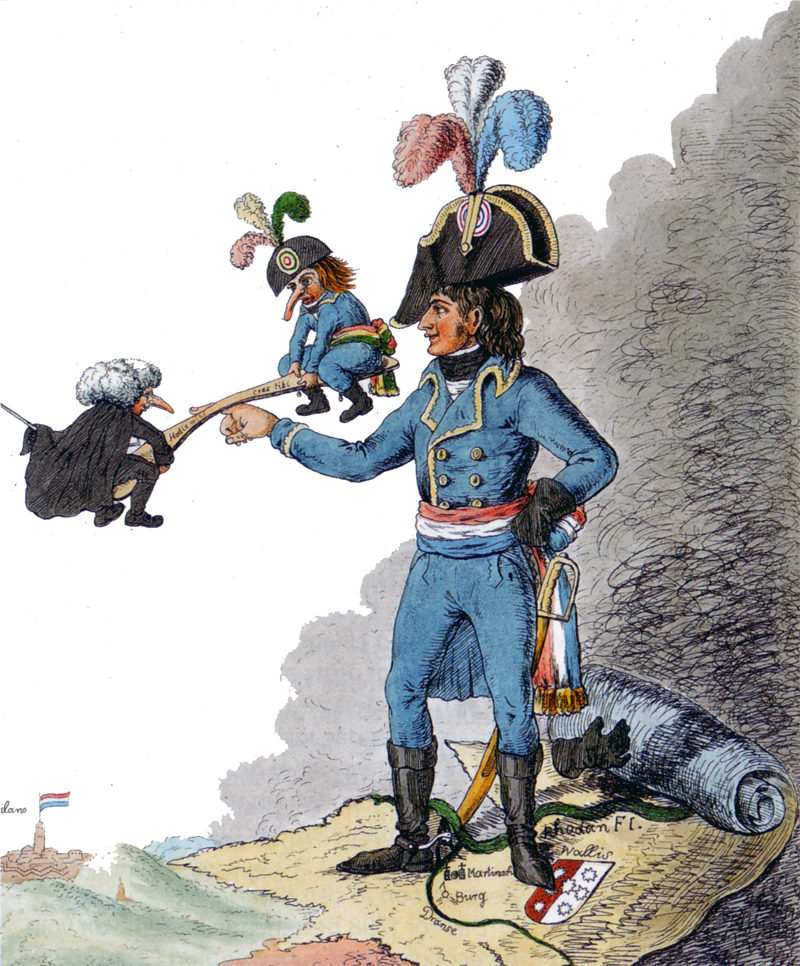
Karikatur von David Hess auf die politischen Zustände am Ende der Helvetik, unter einem Pseudonym in London veröffentlicht.

David Hess (* 29. November 1770 in Zürich; † 11. April 1843 in Unterstrass) war ein Schweizer Schriftsteller, Karikaturist und Politiker.

## Leben
David Hess wuchs auf dem Beckenhof auf, einem Landgut in Zürich-Unterstrass. Sein Vater Johann Rudolf Hess war Zürcher Offizier in holländischen Diensten, seine Mutter Martha de la Tour die Tochter eines französischen Bergbauunternehmers. Auf Wunsch des Vaters verfolgte er von 1787 bis 1796 die militärische Laufbahn in der Schweizergarde in Holland. Er wurde Zeuge des Massakers der französischen Revolutionstruppen an den Schweizergarden, was ihn zu einem entschiedenen Gegner der Französischen Revolution machte. 1796 kehrte David Hess nach Zürich zurück. Den Einmarsch der französischen Truppen und das Ende der Alten Eidgenossenschaft erlebte er als Hauptmann der Zürcher Truppen in Aarberg. An den Kämpfen um Bern und der Schlacht am Grauholz nahm er jedoch nicht teil.
Im Mai des darauffolgenden Jahres heiratete er Anna Hirzel, die jedoch 1802 nach der Geburt des zweiten Kindes verstarb. 1805 heiratete er Salome Vischer.
Im September 1799 hatte er die Zweite Schlacht um Zürich unmittelbar miterlebt, auch wurden in seinem Landgut fremde Soldaten einquartiert, eine unangenehme Begleiterscheinung der Zeit der Helvetik. Später beteiligte er sich an einer Kampagne gegen diese Einquartierungen. Mit dem Beginn der Mediationszeit 1803 nahm David Hess wieder am politischen Leben teil. Er gehörte von 1803 bis 1830 dem Zürcher Grossen Rat an, wo er jedoch nicht besonders aktiv war. Er pflegte einen grossen Freundeskreis, welcher Persönlichkeiten wie Johann Martin Usteri oder Johann Gottfried Ebel umfasste. Den jugendlichen Conrad Ferdinand Meyer kannte er ebenso wie Philipp Christoph Kayser. Auch als Mitglied der Zürcher Künstlergesellschaft war er im kulturellen Leben der Stadt verankert. In seinen letzten Lebensjahren zog er sich immer mehr in die Lektüre zurück. Er starb am 11. April 1843 auf dem Beckenhof und fand auf dem Privatfriedhof Hohe Promenade seine letzte Ruhestätte.

## Werk
1795 erschienen in London die 20 Karikaturen Hollandia regenerata, in welchen Hess die Auswüchse der Batavischen Republik kritisierte. Weitere Ziele seiner häufig unveröffentlichten Karikaturen waren die Zürcher Regierung und Napoleon Bonaparte.
Neben seinem Tagebuch schrieb Hess eine Biografie von Salomon Landolt, dem Landvogt von Greifensee. In der unterhaltsamen „Badenfahrt“ von 1818 beschrieb Hess die Stadt Baden mit ihrem Badebetrieb und zeichnete selbst die Illustrationen dazu. Unter dem Pseudonym David Hildebrand publizierte er 1801 erfolgreich humorvolle Sittenbilder. Er blieb ein scharfer Kritiker der nachrevolutionären Verhältnisse und demokratischer Bestrebungen. Als 1832 in Uster in ihrer Existenz bedrohte Kleinfabrikanten eine mechanische Spinnfabrik anzündeten, kommentierte Hess den Maschinensturm spöttisch:
Scharfsinnig ist das Volk noch nicht,

Da es beim hellsten Tageslicht,

Das Fest in Uster zu celebrieren,

Für nötig fand zu illuminieren.

## Verschiedenes
- Gottfried Keller nannte Hess einen geistreichen Dilettanten, Hess bezeichnete sich selber als tätigen Müssiggänger.
- Nach David Hess ist in Zürich Wollishofen eine Strasse benannt.
- Von November 2007 bis Februar 2008 fand in der Zentralbibliothek Zürich eine Ausstellung zu David Hess statt. Die Bibliothek verwaltet auch den grössten Teil seines Nachlasses.

## Werke (Auswahl)
- Hollandia regenerata. London 1795 (Digitalisat).
- Kleine Gemälde, Reminiszenzen und abgebrochene Gedanken von einem Dilettanten. Orell Füssli, Zürich 1802.
- Scherz und Ernst in Erzählungen. Orell Füssli, Zürich 1816.
- Die Badenfahrt. Orell Füssli, Zürich 1818. Neuauflage: Baden-Verlag, Baden 1969.
- Salomon Landolt. Ein Charakterbild nach dem Leben ausgemalt. Orell Füssli, Zürich 1820.
- Joh. Caspar Schweizer und seine Gattin Anna Magdalena Hess. M. S. Metz, Zürich 1940.
- Geist unserer Zeit. Zürich 1831